# Yang Wenhui

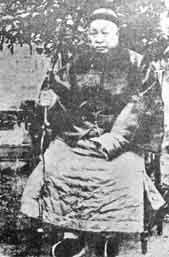

Yang Wenhui (chino simplificado: 杨文 会, chino tradicional: 楊文 會 1837-1911) fue un reformador budista laico chino que ha sido llamado "El Padre del Renacimiento Budista Moderno", también conocido como Reavivamiento budista. Su nombre de cortesía era Rénshān (仁 山). Era un nativo del condado de Shídài (石埭) (condado moderno de Shítái 石台) en la provincia de Anhui.

## Biografía
En su juventud, acompañó a su padre a vivir en Pekín, pero la rebelión Taiping los obligó a huir al delta del Yangtze inferior. Aunque estudió los clásicos confucianos como un niño, en 1862 se interesó en el budismo después de leer una copia del despertar de la fe en el Mahayana. En 1866 se trasladó a Nankín para gestionar proyectos de ingeniería arquitectónica para el gobierno, donde sus creencias budistas se fortalecieron a través del contacto con otros budistas laicos.
No pasó mucho tiempo después de que él y varios amigos recaudaran dinero para establecer la Jinling Sutra Publishing House (金凌經處 Jīnlíng kèjīng chù), Jinling era un nombre antiguo para Nankín. En 1878 abandonó China para visitar Inglaterra y Francia, trayendo varios instrumentos científicos que donó a investigadores en China. Durante otro viaje a Inglaterra se encontró con el budista japonés Nanjo Bunyu (南 条文 雄) y comenzó una correspondencia con él. Con la ayuda de Nanjō, Yang pudo importar más de 300 textos de sutra de Japón que se habían perdido en China. En 1894 trabajó con el misionero británico Timothy Richard (李 提摩太) para traducir el Despertar de la Fe en el Mahayana al inglés.
Yang estableció el monasterio de Zhiheng (祗 洹 精舍 zhīhéng jīngshè) en 1908 para enseñar el budismo y escribir los libros de texto. Invitó al monje poeta Su Manshu a enseñar sánscrito e inglés. Más de veinte monjes estudiaron allí, preparándose para difundir el Dharma. Por desgracia, debido a problemas financieros la escuela cerró después de solo dos años.
En 1910 fundó la Sociedad de Investigación Budista (佛學 研究 會 fóxúe yánjiù hùi) y sirvió a la cabeza del mismo. El budista laico Ouyang Jian (歐陽 漸) estudió bajo Yang en este tiempo, y después de la muerte de Yang en 1911 Ouyang restablecería la antigua casa editorial y escuela de Yang como el Colegio de Estudios Internos de China (支那 內 學院 zhīnà nèi xúeyuàn). Yang Wenhui tuvo muchos estudiantes durante su vida, incluyendo varias figuras conocidas como Zhang Taiyan, Tan Sitong y Taixu.